# دانيلو برتغال
دانيلو برتغال (بالبرتغالية: Danilo Portugal Bueno Ferreira‏) هو لاعب كرة قدم برازيلي في مركز الوسط، ولد في 10 مايو 1983 في غوياس في البرازيل. لعب مع نادي برازيليا ونادي بوتافوغو اس بي ونادي بونتي بريتا ونادي غوياس ونادي فورتاليزا ونادي فيتوريا سيتوبال.

## وصلات خارجية
- دانيلو برتغال على موقع قاعدة بيانات كرة القدم.إي يو (الإنجليزية)